# Planonasus parini
Planonasus parini (лат.) — единственный вид хрящевых рыб рода мелкозубых акул семейства ложнокуньих акул. Обитает в северо-западной части Индийского океана на глубине от до 1120 м. Максимальная зафиксированная длина 53,4 см. Вид не является объектом коммерческого промысла.

## Таксономия
Вид научно впервые описан в 2013 году. Голотип представляет собой самку длиной 53,4 см, пойманную в 1988 году в архипелаге Сокотра (12°22′ с. ш. 53°02′ в. д.) на глубине 1000—1120 м в ходе 17 рейса НИС «Витязь». Название рода происходит от слов лат. planus — «плоский» и лат. nasus — «нос». Вид назван в честь профессора Н. В. Парина.

## Ареал
Planonasus parini обитают в северо-западной части Индийского океана в архипелаге Сокотра, у южного побережья Йемена и у восточных берегов Африканского Рога. Эти акулы встречаются на глубине 1000—1120 м.

## Описание
Это небольшие акулы, длина которых не превышает 53,4 см, а вес 560 г. У них мягкое тело, голова в виде колокола, с широким выгнутым в виде параболы рылом. Расстояние от кончика рыла до глаз в 1,5—1,9 раз превышает длину глаз и равно и в 1,0—1,7 раз больше межглазничного пространства. Расстояние до рта в 0,7—0,8 раз больше ширины рта и в 1,4—1,5 раз расстояние до ноздрей. Длина глаз в 1,9—2,3 превышает ширину ноздрей.  Голова довольно широкая. Её ширина в жаберной области составляет 10—16 % длины тела. Длина головы равна 2,0—2,5 ширины рта, 9,8—10,9 ширины ноздрей, 2,8—3,3 длины превентрального края хвостового плавника.  Длина переднего края грудных плавников равна 2,1—2,2 длины их основания. Длина внутреннего края первого спинного плавника равна 0,4—0,5 длины основания грудных плавников. Длина основания равна 13 % длины тела. Окраска ровная, темноватая,  вентральная часть рыла темнее основного фона. Свободный кончик первого спинного плавника окаймлён белым. На каждой челюсти расположено по 110—120 зубных рядов. Зубы мелкие, с тремя остриями. Количество позвонков 115—140. 

## Взаимодействие с человеком
Вид не является объектом коммерческого промысла. Международный союз охраны природы ещё не оценил охранный статус вида.